# Transatlantikkabel
Ein Transatlantikkabel oder transatlantisches Telefonkabel (TAT)  ist ein Unterwasserkabel für den Telefon- und Datenverkehr, das auf dem Grund des Atlantischen Ozeans verlegt ist. Bevor 1956 das erste Transatlantik-Telefonkabel TAT-1 in Betrieb ging, basierte der seit 1927 bestehende transatlantische Telefondienst auf Langwellenfunk; dieser Dienst kostete neun britische Pfund pro angefangene drei Minuten. Auf diese Weise wurden zuletzt 2000 Telefongespräche pro Jahr abgewickelt. Zuvor gab es erst seit 1866 eine dauerhafte Transatlantikverbindung nur für Telegrafie.

## Telegrafie

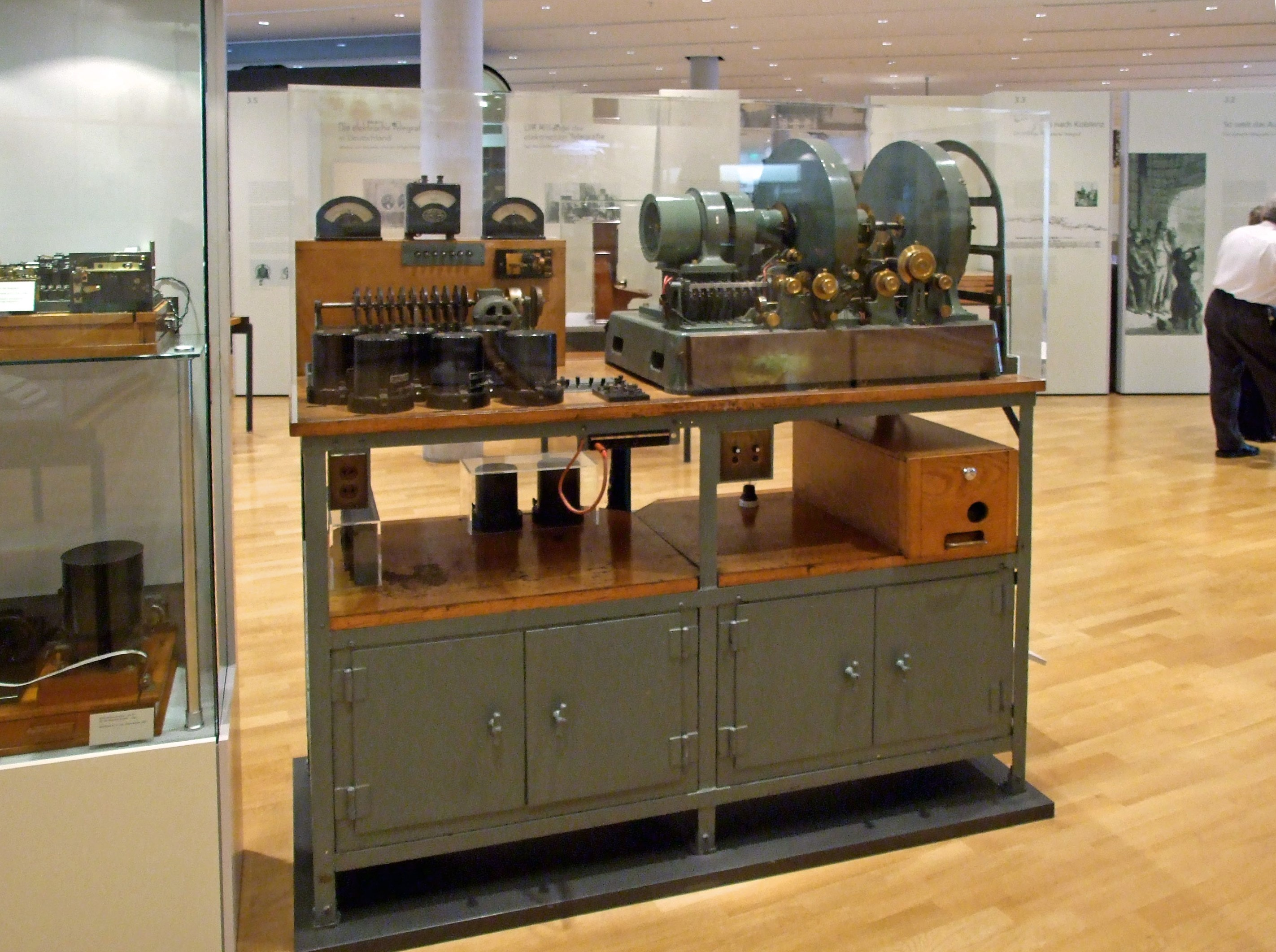
Historischer Verteilertisch

Der erste Versuch, zwischen Großbritannien und Amerika ein Kabel zu verlegen, fand in den Jahren 1857 und 1858 statt. Dabei konnte zwar auf gute Erfahrungen mit Küstenkabeln zurückgegriffen werden; das quer über den Atlantik verlegte Kabel wurde jedoch bereits nach wenigen Betriebswochen unbrauchbar, da nach damaliger Meinung Edward O.W. Whitehouse im Betrieb zu hohe Spannungen verwendete. Es wird jedoch heute davon ausgegangen, dass das Kabel aufgrund von Isolationsproblemen, die in der Herstellung und Handhabung des Kabels begründet waren, ohnehin keine lange Lebensdauer gehabt hätte.
Zehn Jahre später jedoch standen besser isolierte Kabel zur Verfügung, die eine wesentlich höhere Lebensdauer erreichten. Es wurden Seekabel in Form sogenannter bespulter Leitungen verwendet. 1865 wurde durch das Dampfschiff Great Eastern eine neue transatlantische Linie verlegt; doch das Kabel brach 600 Meilen vor der Küste Neufundlands und konnte nicht geborgen werden. Zwischen dem 13. und 27. Juli 1866 wurde erneut durch die Great Eastern ein weiteres Kabel verlegt und am folgenden 28. Juli 1866 in Betrieb genommen. Auch das 1865 verlegte Kabelteilstück konnte nachträglich geborgen und um das fehlende Stück ergänzt werden. Die Faraday verlegte 1874 für die Siemens-Brüder Wilhelm und Werner von Siemens das erste dauerhaft funktionstüchtige transatlantische Telegrafenkabel. Es war bis 1931 in Funktion.
1900 besaß auch Deutschland nicht nur Leitungen in Nord- und Ostsee mit einer Gesamtlänge von 4180 Kilometern, sondern auch ein transatlantisches Kabel, das in England für die Deutsch-Atlantische See-Kabelgesellschaft hergestellt worden war und von Emden (Ostfriesland) über die Azoren-Insel Faial nach Coney Island in New York verlief. Im Jahre 1919 war die Anzahl betriebsfähiger transatlantischer Kabel auf 13 angewachsen, vorwiegend in britischem Besitz.

## Telefonie und Datenverkehr
Das 3600 km lange TAT-1 wurde am 25. September 1956 zwischen Oban (Schottland) und Clarenville (Neufundland) in Betrieb genommen. Die Verbindung verfügte über 36 Fernsprechkanäle, je eine Ader für jede Sprechrichtung, sowie 51 Verstärker, die im Abstand von jeweils 70 Kilometern am Kabel angebracht waren.
In den ersten 24 Einsatzstunden wurden 588 Anrufe zwischen London und den USA übertragen sowie 119 von London nach Kanada. Die Kapazität des Kabels wurde daher bald auf 48 Kanäle erweitert. TAT-1 wurde 1978 endgültig abgeschaltet.
Das zweite transatlantische Telefonkabel TAT-2 wurde am 22. September 1959 in Betrieb genommen; die Anzahl der Sprechkanäle wurde dabei durch das Verfahren der zeitzugeordneten Sprachinterpolation (time-assigned speech interpolation, TASI) auf 87 erhöht; bei diesem Verfahren wird einem Teilnehmer nur dann ein Kanal zugeordnet, wenn er auch tatsächlich spricht. Ab 1963 konnte über TAT-2 ein halbautomatischer Telefondienst zwischen der Bundesrepublik Deutschland und den USA angeboten werden.
Das mit Koaxialkabeln aufgebaute TAT-3 wurde zwischen 1963 und 1965 verlegt; es reichte von Großbritannien bis New Jersey und verfügte über eine Kapazität von 138 Sprachkanälen mit maximal 276 Sprechverbindungen und einem Verstärkerabstand von 37 Kilometern.
TAT-4 wurde 1965 zwischen Frankreich und New Jersey mit einer Kapazität von 345 Sprechverbindungen verlegt; zwei Sprechkreise dienten der Verbindung Österreichs mit den USA. Ab 1968 konnten Österreicher über CANTAT auch Kanada erreichen.
Das 6300 km lange TAT-6 folgte 1976 zwischen Frankreich und den USA; es verfügte über 4200 Sprechkreise und benötigte 693 Zwischenverstärker im Abstand von 9 Kilometern.

## Übersicht, chronologisch geordnet
| Kabel-Name | In Betrieb | Typ        | Anfängliche Kanalanzahl          | Letzte Kanalanzahl | Erstes Ende    | Zweites Ende        |
| ---------- | ---------- | ---------- | -------------------------------- | ------------------ | -------------- | ------------------- |
| TAT-1      | 1956–1978  | galvanisch | 000.36                           | 000.48             | Schottland     | Neufundland         |
| TAT-2      | 1959–1982  | galvanisch | 000.48                           | 000.72             | Frankreich     | Neufundland         |
| CANTAT-1   | 1961–1986  | galvanisch | 000.80                           | –                  | Neufundland    | Schottland          |
| TAT-3      | 1963–1986  | galvanisch | 00.138                           | 00.276             | England        | New Jersey          |
| TAT-4      | 1965–1987  | galvanisch | 00.138                           | 00.345             | Frankreich     | New Jersey          |
| PENCAN 1   | 1965       | galvanisch | 00.160                           | –                  | Spanien        | Kanarische Inseln   |
| TAT-5      | 1970–1993  | galvanisch | 00.845                           | 02.112             | Rhode Island   | Spanien             |
| BRACAN I   | 1973–1996  | galvanisch | 00.160                           | –                  | Gran Canaria   | Brasilien           |
| CANTAT-2   | 1974–1992  | galvanisch | 01.840                           | –                  | Neuschottland  | England             |
| TAT-6      | 1976–1994  | galvanisch | 04.000                           | 10.000             | Rhode Island   | Frankreich          |
| TAT-7      | 1978–1994  | galvanisch | 04.000                           | 10.500             | New Jersey     | England             |
| TAT-8      | 1988–2002  | Glasfaser  | 40.000                           | –                  | USA            | Frankreich          |
| PTAT-1     | 1989–2004  | Glasfaser  | 3 × 140 Mbit/s                   |                    | Bermuda-Inseln | Irland/England      |
| TAT-9      | 1992–2003  | Glasfaser  | 80.000                           | –                  | USA            | Spanien             |
| TAT-10     | 1992–2003  | Glasfaser  | 2 × 565 Mbit/s                   | –                  | USA            | Norden, Deutschland |
| TAT-11     | 1993–2003  | Glasfaser  | 2 × 565 Mbit/s                   | –                  | USA            | Frankreich          |
| CANTAT-3   | 1994–2010  | Glasfaser  | 2 × 2,5 Gbit/s                   | –                  | Kanada         | Deutschland         |
| TAT-12/13  | 1996–2008  | Glasfaser  | 2 × 5 Gbit/s                     | –                  | USA            | England/Frankreich  |
| AC-1       | 1998       | Glasfaser  | 4 × 10 Gbit/s                    | 80 Gbit/s          | USA            | England             |
| TAT-14     | 2001–2020  | Glasfaser  | 2 × 4 × 160 Gbit/s = 1,28 Tbit/s | 9,38 TBit/s        | USA            | Norden, Deutschland |

Kabel mit TAT im Namen verlaufen alle durch den Nordatlantik, zudem gibt es noch einige Kabel auf Routen weiter südlich, z. B. SAT-2, ATLANTIS-2 und COLUMBUS-III.
Alle TAT-Kabel sind Joint-Ventures zwischen der amerikanischen AT&T und einem europäischen Telefonkonzern, z. B. BT. CANTAT sind kanadische Transatlantikkabel. Ein Konkurrent während der 1990er Jahre war die inzwischen in Abwicklung befindliche Global Crossing. Die gleichartige Untersee-Verbindung nach Asien nennt sich SEA-ME-WE 3.
Mit der Dekommissionierung des TAT-14-Kabels im Dezember 2020 wurde das letzte TAT-Kabel außer Betrieb genommen, es hatte in der finalen Ausbaustufe eine Kapazität von 9,38 TBit/sec. Alle aktuell in Betrieb befindlichen Kabel sind Datenkabel verschiedener Betreiber und Konsortien.

## Aktuell betriebene Kabel
| Kabel-Name                         | Inbetriebnahme | Dekommissioniert | Bandbreite | Erstes Ende               | Zweites Ende                        |
| ---------------------------------- | -------------- | ---------------- | ---------- | ------------------------- | ----------------------------------- |
| Columbus III                       | 1999           | 2020 (teilweise) | 20 Gbps    | Florida, USA              | Azoren, Portugal, Spanien, Sizilien |
| Yellow /AC-2                       | 2000           | in Betrieb       | 320 Gbps   | Neufundland, Kanada       | Schottland                          |
| Flag Atlantic 1 (FA-1)             | 2001           | in Betrieb       | 4.8 Tbps   | New York, USA             | Großbritannien, Frankreich          |
| Exa Atlantic (zuvor: GTT Atlantic) | 2001           | in Betrieb       | 10.16 Tbps | Halifax, Kanada           | Irland, Großbritannien              |
| TGN Atlantic                       | 2001           | in Betrieb       | 5.12 Tbps  | New Jersey, USA           | Großbritannien                      |
| Apollo                             | 2003           | in Betrieb       | 25 Tbps    | New York, New Jersey, USA | Großbritannien, Frankreich          |
| Exa Express (zuvor: GTT Express)   | 2015           | in Betrieb       | 53 Tbps    | Halifax, Kanada           | Großbritannien                      |
| AEC-1                              | 2016           | in Betrieb       | 1,3 Tbps   | New York, USA             | Irland                              |
| MAREA                              | 2018           | in Betrieb       | 28 Tbps    | Virginia, USA             | Spanien                             |
| AEC-2/Havfrue                      | 2020           | in Betrieb       | 108 Tbps   | New Jersey, USA           | Dänemark, Irland, Norwegen          |
| Dunant                             | 2021           | in Betrieb       | 300 Tbps   | Virginia, USA             | Frankreich                          |
| Grace Hopper                       | 2022           | in Betrieb       | 352 Tbps   | New York, USA             | Großbritannien, Spanien             |
| Amitié/AEC-3                       | 2022           | in Betrieb       | 20.1 Tbps  | Massachusetts, USA        | Frankreich, Großbritannien          |
| Anjana                             | 2024           | in Betrieb       | 480 Tbps   | South Carolina, USA       | Spanien                             |